# Koppányszántó
Koppányszántó is een plaats (község) en gemeente in het Hongaarse comitaat Tolna. Koppányszántó telt 427 inwoners (2001).